# Вогонь і лід (фільм, 1983)
«Вогонь і лід» (англ. Fire and Ice) — мультфільм режисера Ральфа Бакши та художника Френка Фразетти 1983 року.

## Сюжет
Багато століть тому в казковій вогненній країні керував лорд Джарелом. Північні сусіди, де панують чаклунка холоду Джуліана та її син Некрон, насилають льоди і загрожують заморозити всіх, якщо Джарелом не погодиться поступитися троном Некрону. Гордий владика відкидає посягання варварів на трон, у нього є законні спадкоємці — син Таро і дочка Тигра. Поплічникам Некрона вдається викрасти принцесу. Відважній дівчині вдається втекти, і тепер на неї чекає довгий і дуже небезпечний шлях додому. Воїн Ларн бере утікачку під свою опіку, але гігантський молюск кракен, котрий напав на подорожніх, смертельно ранить хлопця, а Тигра знову виявляється в руках варварів. Немов з нізвідки на допомогу Ларну приходить невідомий лицар в масці вовка. Йому вдається зцілити пораненого, разом вони відправляються на боротьбу з правителями царства Льоду. Тигра в лапах Некрона, дівчині загрожує смертельна небезпека. Брат Таро з дружиною кидається на допомогу, він намагається домовитися з ворогом, але марно. Переговори не склалися з перших хвилин. У нерівному бою спадкоємець престолу країни Вогню гине. Тепер війна неминуча. Льодовик наближається до кордонів вогняного царства. У Джарелома є потужна таємна зброя, якою можна скористатися лише один раз.

## Ролі озвучували
| Актор            | Роль     |
| ---------------- | -------- |
| Вільям Острандер | Ларн     |
| Мегі Розвел      | Тигра    |
| Стів Сандор      | Дарквулф |
| Стівен Мендел    | Некрон   |
| Лео Гордон       | Джарел   |
| Сюзан Тайрел     | Джуліана |
| Мікі Мортон      | Отва     |